# Livingston F.C.
Livingston Football Club – szkocki klub piłkarski mający swoją siedzibę w Livingston, założony w 1995 roku, występujący w Scottish Premiership. Drużyna rozgrywa swoje spotkania na Almondvale Stadium mogącym pomieścić 10 122 kibiców.
Klub jest spadkobiercą Ferranti Thistle FC, założonego w 1943 roku w Edynburgu, który w roku 1974 zmienił nazwę na Meadowbank Thistle FC. W 1995 roku siedziba klubu została przeniesiona do Livingston i pod nazwą Livingston Footboll Club zgłoszona do rozgrywek Scottish Third Division.

## Historia

### Droga do ekstraklasy
Klub już w pierwszym sezonie rywalizacji w Scottish Third Division wywalczył promocję do wyższej klasy rozgrywkowej. Po trzech latach gry w Scottish Second Division Livingston wywalczył awans na „zaplecze szkockiej ekstraklasy”. Po dwóch latach rywalizacji w Scottish First Division klub wywalczył awans do ekstraklasy (Scottish Premier League).

### Scottish Premier League
Pierwszy sezon w szkockiej ekstraklasie był dla Livingston niezwykle udany – zespół zakończył rozgrywki na trzecim miejscu, tuż za dwójką klubów z Glasgow: Celtikiem i Rangers. W następnych sezonach Livingston zajmował coraz niższe lokaty: 9. miejsce w sezonie 2002/03 oraz 2003/04, 10. w sezonie 2004/05 aż w sezonie 2005/06 zajął 12. lokatę i spadł do Scottish First Division. Później zespół grał nawet w League Two (4.lidze), najniższej zawodowej lidze w Szkocji, później awansował do trzeciej i drugiej ligi. W 2018 roku po 12 latach przerwy wrócił do ekstraklasy po wygranym dwumeczu barażowym z Partick Thistle.

## Sukcesy
- Puchar Ligi Szkockiej (1): 2003/04;
- Scottish League Challenge Cup (1): 2014/15;
- Mistrzostwo Scottish First Division (1): 2000/01;
- Mistrzostwo Scottish Second Division (1): 1998/99;
- Mistrzostwo Scottish Third Division (1): 1995/96;
- Finał Scottish League Challenge Cup (1): 2000/01.

## Europejskie puchary
Legenda do wszystkich tabel:
- Q – runda eliminacyjna, 1/16, 1/8, 1/4, 1/2 – odpowiednia faza rozgrywek, Grupa – runda grupowa, 1r gr – pierwsza runda grupowa, 2r gr – druga runda grupowa, F – finał, R – runda, PO – play-off
- k. – rzuty karne, los. – losowanie, Dogr. – dogrywka, w. – zasada bramek strzelonych na wyjeździe

| Sezon   | Rozgrywki   | Runda | Przeciwnik | Dom | Wyjazd | Ogólnie |
| ------- | ----------- | ----- | ---------- | --- | ------ | ------- |
| 2002/03 | Puchar UEFA | Q     | FC Vaduz   | 0–0 | 1–1    | 1–1, w. |
| 2002/03 | Puchar UEFA | 1R    | Sturm Graz | 4–3 | 2–5    | 6–8     |

## Trenerzy
- Jim Leishman (1995-1997)
- Ray Stewart (1997-2000)
- Jim Leishman (2000-2003)
- Marcio Maximo Barcellos (2003)
- David Hay (2003-2004)
- Allan Preston (2004)
- Richard Gough (2004-2005)
- Paul Lambert (2005-2006)
- John Robertson (2006-2007)
- Mark Proctor (2007-2008)
- Roberto Landi (2008)
- Paul Hegarty (2008-2009)
- David Hay (tymczasowy, 2009)
- John Murphy (2009)
- Gary Bollan (2009-2012)
- Brian Welsh (2012)
- John Hughes (2012)
- Gareth Evans (2012-2013)
- Richie Burke (2013)
- John McGlynn (2013-2014)
- Mark Burchill (2014-2015)
- David Hopkin (2015-2018)
- Kenny Miller (2018)
- Gary Holt (2018-2020)
- David Martindale (2020-)[1]